# 720
720（七百二十、ななひゃくにじゅう）は自然数、また整数において、719の次で721の前の数である。

## 性質
- 720は合成数であり、約数は1, 2, 3, 4, 5, 6, 8, 9, 10, 12, 15, 16, 18, 20, 24, 30, 36, 40, 45, 48, 60, 72, 80, 90, 120, 144, 180, 240, 360, 720である。
  - 約数の和は2418。
  - 174番目の過剰数である。1つ前は714、次は726。
    - σ(n) ≧ 3n を満たす n とみたとき12番目の数である。1つ前は672、次は780。(ただしσは約数関数、オンライン整数列大辞典の数列 A023197)

  - 約数の積の値がそれ以前の数を上回る35番目の数である。1つ前は672、次は840。(オンライン整数列大辞典の数列 A034287)
    - 自分自身のすべての約数の積が自分自身の15乗になる最小の数である。1つ前の14乗は960、次の16乗は840。(オンライン整数列大辞典の数列 A003680)
- 14番目の高度合成数であり、約数を30個もつ。1つ前は360、次は840。
  - 約数を30個もつ最小の数である。次は1008。
  - 約数を n 個もつ最小の数とみたとき、1つ前の29個は268435456、次の31個は1073741824。(オンライン整数列大辞典の数列 A005179)
- 720 = 6! = 1 × 2 × 3 × 4 × 5 × 6
  - 6番目の階乗数である。1つ前は120、次は5040。
  - 6連続整数の積で表せる最小の数である。次は5040。
- 720 = 2 × 3 × 4 × 5 × 6
  - 5連続整数の積で表せる数である。1つ前は120、次は2520。
- 720 = 8 × 9 × 10
  - 3連続整数の積で表せる数である。1つ前は504、次は990。
- 169番目のハーシャッド数である。1つ前は715、次は730。
  - 9を基とする52番目のハーシャッド数である。1つ前は711、次は801。
- 720 = 24 × 32 × 5
  - 3つの異なる素因数の積で p 4 × q 2 × r の形で表せる最小の数である。次は1008。(オンライン整数列大辞典の数列 A179669)
- 14番目の高度トーティエント数である。1つ前は576、次は1152。
- 720 = 10! / 7!
  - n = 10 のときの n!/7! の値とみたとき1つ前は72、次は7920。(オンライン整数列大辞典の数列 A049388)
- 720 = 93 − 9
  - n = 9 のときの n 3 − 9 とみたとき1つ前は503、次は991。
  - n = 3 のときの 9n − 9 とみたとき1つ前は72、次は6552。
- 720 = (3!)!
  - n = 3 のときの (n!)! の値とみたとき1つ前は2、次は620448401733239439360000。(オンライン整数列大辞典の数列 A000197)
- 300 = 4 × 5 × 62 = 54 + 53 − 52 − 5
  - n = 5 のときの n 4 + n 3 − n 2 − n の値とみたとき1つ前は300、次は1470。(オンライン整数列大辞典の数列 A047929)
- 720 = 5 × 122
  - n = 12 のときの 5n 2 の値とみたとき1つ前は605、次は845。(オンライン整数列大辞典の数列 A033429)
  - n = 2 のときの 5 × 12n の値とみたとき1つ前は60、次は8640。
- 720 = 122 + 242
  - 異なる2つの平方数の和で表せる213番目の数である。1つ前は712、次は724。(オンライン整数列大辞典の数列 A004431)
- 720 = 82 + 162 + 202
  - 3つの平方数の和1通りで表せる119番目の数である。1つ前は704、次は736。(オンライン整数列大辞典の数列 A025321)
  - 異なる3つの平方数の和1通りで表せる147番目の数である。1つ前は712、次は723。(オンライン整数列大辞典の数列 A025339)
- 720 = 272 − 9
  - n = 27 のときの n 2 − 9 の値とみたとき1つ前は667、次は775。(オンライン整数列大辞典の数列 A028560)
- 720 = 282 − 64
  - n = 28 のときの n 2 − 64 の値とみたとき1つ前は665、次は777。(オンライン整数列大辞典の数列 A098849)
- 720 = 292 − 121
  - n = 29 のときの n 2 − 112 の値とみたとき1つ前は663、次は779。(オンライン整数列大辞典の数列 A132764)
- 約数の和が720になる数は15個ある。(264, 270, 280, 354, 376, 406, 418, 435, 459, 478, 537, 623, 649, 667, 719) 約数の和15個で表せる最小の数である。次は1920。
  - 約数の和が720より小さな数で15個ある数はなく、3桁の自然数ではこれが最多である。1つ前は576 (11個)、次は1440 (21個)。

## その他 720 に関連すること
- 720 = 2 × 360
  - 720° = 2周（周角の2倍）。また、720° = 4 π (rad) = 8 Rである。動径方向は 0 と同じである。
- 720 = 5 × 144 = 5 × 122
  - 720個 = 5グロス。
- 大抵の日本の企業では、生後720ヶ月を定年としている。
- 岐阜放送ラジオ高山、CBCラジオ熊野、KBCラジオ北九州中継局の周波数は720kHz。
- 30日（4月, 6月, 9月, 11月）の1ヶ月間は720時間。
- ボーイング720は、ボーイングの旅客機。
- ピッツバーグ (USS Pittsburgh, SSN-720) は、アメリカ海軍のロサンゼルス級原子力潜水艦。
- 札幌市交通局720形電車は、札幌市電の路面電車。
- ヤング720、おはよう720は、TBSで放送された情報番組。放送開始時刻が朝の7:20だったため。
- バイバイクイズ7・20は、CBCラジオ（中部日本放送）で放送されていたクイズ番組。放送開始時刻が夜の7:20（19:20）だったため。
- 農事組合法人720（ナニワ）牧場は、宮崎県えびの市にある牧場。牛や豚を標高720mの場所で育てている。
- アブロ 720は、イギリスのアブロで開発されていた戦闘機。
- 720pはハイビジョン水準の画質を扱う映像規格、数字は縦方向の画素数。
- 720号線 (オーストリア)
- cos x をテイラー展開すると cos x = 1 − x2/2! + x4/4! − x6/6! + … となるが、この式に x = i ( i は虚数)を代入すると第4項目までの cos i の近似値は 1111/720 になる。真の値はオンライン数列A073743を参照。
- マクラーレン・720Sは、マクラーレン・オートモーティブが開発、販売していたスーパーカー。モデル名の由来は、最高出力が720馬力に達することから来ている。